# Wildervankster Participantenverlaat
Het Wildervankster Participantenverlaat is een voormalig waterschap in de provincie Groningen. Het kwam voort uit het gelijknamige Wildervankster Participantenverlaat dat reeds in 1690 werd opgericht.
Het schap lag ten zuiden van Veendam met in het midden de plaats Wildervank. De noordgrens lag bij de wijk met de naam Nul en kwam ongeveer overeen met de straten de Woldlaan en Skager Rak en (aan de overzijde van het Oosterdiep) met de watergang de Molenwijk, de oostgrens lag bij de Jachtveensloot (langs de Sluisweg) en vervolgens de gemeentegrens met Stadskanaal, de zuidwestgrens lag bij het Stadskanaal (een deel van Stadskanaal viel ook onder de Participantenverlaat) en de N385, de westgrens lag iets ten zuiden van de Woortmanlaan en iets oostelijk van de Borgercompagnie. Het waterschap had drie stoomgemalen, waarvan twee uitsloegen op het Westerdiep en één op het Oosterdiep, die het schap in tweeën deelde. Een gedeelte van het schap werd niet bemalen.
In 1886 werden de inliggende schappen Wildervankster Oosterdiep, Wildervankster Dallen en Beneden Oosterdiep aan het waterschap toegevoegd.
Waterstaatkundig gezien ligt het gebied sinds 2000 binnen dat van het waterschap Hunze en Aa's.